# Mudurnuspor
Mudurnuspor ist ein türkischer Fußballverein aus Mudurnu, einer Stadt, die der Provinz Bolu angehört.

## Geschichte

### Gründung & Anfänge
Mudurnuspor wurde 1980 von der Savrikaya-Familie mit dem Namen Düzce Kervan Doğsanspor gegründet. Bereits in der Saison 1983/84 stieg der Verein in die TFF 3. Lig auf. Der Höhenflug konnte in der Saison 1984/85 fortgesetzt werden, denn dort wurden sie erster Platz und marschierten direkt in die TFF 2. Lig durch. Dort konnte man sich ein Jahr halten und stieg in der Saison 1986/87 wieder in die TFF 3. Lig ab, schaffte in der Saison 1989/90 aber wieder den Aufstieg. In der Saison 1992/93 stiegen sie als letzter Platz wieder ab.

### Neuzeit
Nach dem Abstieg wurde der Verein von Mudurnu Tavukçuluk A.Ş., einem Hersteller von Tiefkühl-Hähnchen, gekauft und trägt seit der Saison 1993/94 seinen heutigen Namen. 1994/95 stieg der Verein in die Amateurliga ab, kehrte dann 1998/99 zurück in die TFF 3. Lig. Allerdings konnte der Klassenerhalt nicht erreicht werden und Mudurnuspor stieg erneut ab und spielte dann 13 Jahre in der Amateurliga und der Bolu Amatör Lig.
In der Saison 2012/13 erreichte Mudurnuspor den ersten Platz in ihrer Gruppe der Bolu Amatör Lig und stiegen nach einem 1:0-Sieg gegen Geredespor am 5. Mai 2013 in einem Play-off-Spiel in die Bölgesel Amatör Lig auf. Die Saison 2013/14 in der Bölgesel Amatör Lig beendete Mudurnuspor auf dem 12. Platz und musste an der Relegation um den Klassenerhalt spielen. Dort traf man am 27. April 2013 auf Kıbrısçıkspor und verlor das Spiel mit 1:4, somit musste Mudurnuspor den Gang in die Bolu Amatör Lig erneut antreten.

## Ligazugehörigkeit
- TFF 2. Lig: 1985–1987, 1990–1993
- TFF 3. Lig: 1984–1985, 1987–1990, 1993–1995, 1998–2000
- Bölgesel Amatör Lig: 2013–2014
- Amatör Lig: 1980–1984, 1995–1998, 2000–2013, 2014–